# Neostapfiella
Neostapfiella es un género de plantas herbáceas perteneciente a la familia de las poáceas. Es originario de Madagascar.

## Etimología
El nombre del género es probablemente un diminutivo de Neostapfia (un género de la misma familia). 

## Especies
- Neostapfiella chloridiantha A.Camus
- Neostapfiella humbertiana 	A. Camus
- Neostapfiella perrieri 	A. Camus[2]